# Tarachodes rhodesicus
Tarachodes rhodesicus är en bönsyrseart som beskrevs av Atilio Lombardo 1997. Tarachodes rhodesicus ingår i släktet Tarachodes och familjen Tarachodidae. Inga underarter finns listade i Catalogue of Life.